# Nuovo Partito Comunista di Jugoslavia
Il Nuovo Partito Comunista di Jugoslavia (in serbo-croato Нова комунистичка партија Југославије?, Nova komunistička partija Jugoslavije, NKPJ - НКПЈ) è stato un partito marxista-leninista serbo, registrato come organizzazione non governativa.

## Storia e posizioni politiche
Il NKPJ è stato fondato nel 1991. Il suo segretario generale è stato, fino alla morte nel 2011, lo scrittore e traduttore Branko Kitanović. Il Partito ha una federazione giovanile, la Lega Giovanile Comunista Jugoslava (SKOJ), fondata nel 1992. Il NKPJ segue le teorie di Karl Marx, Friedrich Engels, Vladimir Lenin e Stalin e considera la Cina, il Vietnam, la Corea del Nord, il Laos e Cuba Paesi socialisti. Si oppone al titoismo ma ritiene che la Repubblica Socialista Federale Jugoslava fosse un Paese socialista fino alla sua dissoluzione e considera la sua rifondazione un obiettivo primario.
Nel febbraio 1991, otto membri della delegazione del partito sono stati ospiti del Partito Comunista dell'Unione Sovietica su invito dei membri del Comitato Centrale che si opponevano alla linea di Michail Gorbačëv. Il secondo congresso NKPJ si è tenuto a Belgrado ad aprile dello stesso anno; durante il congresso è emerso un forte conflitto tra la linea marxista-leninista della maggioranza dei membri e del segretario, e l'orientamento socialdemocratico della minoranza.
Nel corso della sessione plenaria di aprile 1992, si è deciso di stabilire un contatto con i partiti comunisti che si sono formati nelle repubbliche ex-sovietiche dopo il crollo dell'Unione Sovietica. La delegazione guidata dal segretario generale Branko Kitanović è stata inviata a Mosca per collaborare con il Partito Comunista della Federazione Russa.
Il III congresso si è tenuto il 1º aprile 2001 a Belgrado. Il Congresso ha adottato una risoluzione in cui dichiarava che le manifestazioni nel Paese dopo erano guidate da forze controrivoluzionarie, con la complicità degli imperialisti e delle forze reazionarie interne.
Dopo la dichiarazione d'indipendenza del Montenegro, la sezione locale del partito ha preso il nome del Nuovo Partito Comunista del Montenegro.
Il Nuovo Partito Comunista di Jugoslavia ha boicottato le elezioni parlamentari serbe del 2006, ritenendo che la nuova legge elettorale violasse i principi democratici fondamentali della Dichiarazione Universale dei Diritti dell'Uomo. Nel 2008 ha sostenuto la candidatura di Tomislav Nicolić alle elezioni presidenziali. Nel 2010 il Partito è stato rimosso dalla lista dei partiti ufficialmente riconosciuti per non aver rinnovato la registrazione sotto la nuova legge elettorale in vigore.